# Notre-Dame – Cathédrale de Paris
Notre-Dame – Cathédrale de Paris je francouzský dokumentární film z roku 1957, který natočil Georges Franju.

## Děj
Film zachycuje exteriéry i interiéry katedrály Notre-Dame v Paříži.